# La llave (El Internado)
La llave es el octavo capítulo de la cuarta temporada, trigésimo primero en total, de la serie de televisión emitida por Antena 3, El Internado.

## Sinopsis
Paula y Evelyn creen que Jacinta se quiere suicidar a raíz de una historia que les ha contado Lucas. Por eso, planean robarle las pastillas y seguirla a todas partes para evitar que acabe con su vida. Jacinta, sin embargo, tiene mayores preocupaciones. Camilo la ha sorprendido hablando con Teresa, la tía biológica de Martín, y sospecha que la gobernanta puede estar yéndose de la lengua.
Carolina está convencida de que Amelia esconde algo y más después de comprobar la complicidad que ahora tiene con Noiret. Pero Marcos cree que las suspicacias de Carol se deben a una simple cuestión de celos. Lo que sí han decidido investigar los chicos es la sorprendente historia que les ha contado Paula. La pequeña asegura que sus padres y los de Lucas eran amigos y que les ha visto posando juntos en una foto del cuarto de Lucas.
Aunque Toni sigue chantajeando a Noiret, ha descubierto que Fermín también tiene trapos sucios que esconder, algo relacionado –según dice María- con el robo de cuadros y otras obras de arte. Fermín, por su parte, continúa investigando la información que le dio Saúl, el viejo, sobre el asesinato de su padre. Un rastro que le ha llevado de vuelta hasta el internado, más concretamente hasta uno de sus profesores.
- Datos: Q23798359